# Масали
Масали су насељено мјесто у општини Вишеград, Република Српска, БиХ. Према попису становништва из 2013. у насељу је живјело 30 становника.

## Становништво
| Демографија | Демографија | Демографија |
| Година      | Становника  | Становника  |
| ----------- | ----------- | ----------- |
| 1948.       | 178         |             |
| 1953.       | 185         |             |
| 1961.       | 216         |             |
| 1971.       | 270         |             |
| 1981.       | 171         |             |
| 1991.       | 80          |             |
| 2013.       | 30          |             |